# 해칭

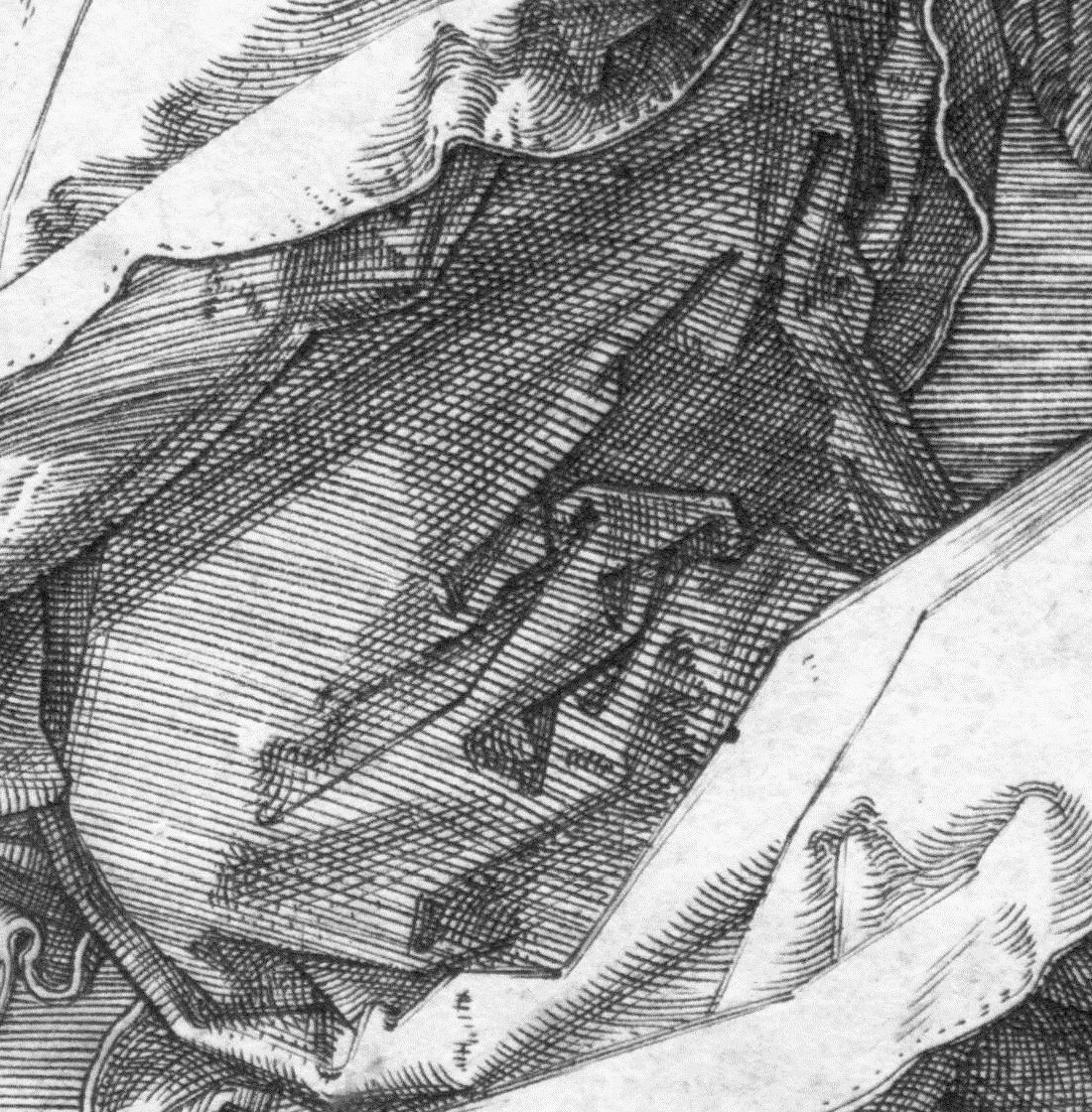
베로니카의 세세한 부분.

해칭(영어: hatching, 프랑스어: hachure)은 소묘를 통해 톤이나 셰이딩 효과를 만들어내는데 쓰이는 미술 기법이다.
해칭은 소묘뿐 아니라 인그레이빙, 식각, 목판화와 같은 여러 형태의 판화를 포함하여 선형 매체에 특히나 중요하다.

## 같이 보기
- 판화